# Francisco Gómez Palacio y Bravo
Francisco Gómez Palacio y Bravo (Victoria de Durango, Durango, 29 mai 1824 - ibidem, 27 février 1886) est un écrivain, juriste et gouverneur de l'État de Durango. Il est déclaré bienfaiteur de l'État par l'assemblée législative locale en octobre 1887.

## Biographie
Fondateur du Collège Civil de l'État, actuellement Université Juárez de l'État de Durango, où il a occupé les charges de recteur et professeur. Il a été aussi député fédéral par trois fois et deux fois gouverneur de l'État.
Ses parents sont Victoriano Gómez Palacio et Manuela Bravo, espagnols de naissance. Il étudie au Séminaire Concilier de Durango, considéré à cette époque comme l'institution éducative la plus importante du nord du Mexique.
Il grandit dans un environnement culturel influencé par des mentors comme Albirena, Laurenzana et Barraza, entre autres, et parle 6 langues : grec, latin, anglais, français, allemand et italien.

### Charges
Il a été presque toute sa vie lié à la politique de l'État de Durango, en occupant les charges suivantes :
- Officier majeur et Secrétaire de Gouvernement sous le gouvernement de  Pedro Ochoa Nareta, d'avril à septembre 1847.
- Député au Congrès de l'Union, de 1848 à 1849.
- Administrateur des Rentes de Tabac, de 1854 à 1855.
- Recteur du Collège de l'État en 1856 et Directeur du Collège d'Avocats.
- En 1857 il a été élu député au Congrès Constituant mais il n'a pas pu y siéger car il a été nommé Chef de la Commission Mixte de Réclamations aux États-Unis, lorsque le voisin du nord pays réclamait des millions de pesos d'indemnisation.
- Procurateur Générale de la République.
- De 1862 à 1863 il est respectivement président municipal de Durango et Magistrat du suprême (...)
- Membre du tribunal de justice de l'État et secrétaire de gouvernement pendant l'administration de Benigno Silva.
- Le 2 décembre 1867 il prend possession de la charge de gouverneur de l'État de Durango  qu'il occupe jusqu'à fins de 1868 pour soutenir l'accusation contre le général Benigno Canto, député également, pour le meurtre de José María Patoni. Il réussit à le faire emprisonner mais on ne sut jamais les motifs du meurtre.
- Le 15 septembre 1880, il est réélu Gouverneur de Durango, charge qu'il effectue jusqu'au 16 août 1883 ; il démissionne après ne pas avoir réussi à relier la capitale de l'État au chemin de fer central mexicain comme il avait promis aux habitants de la ville de Durango[1].

Francisco Gómez Palacio meurt le 27 février 1886 dans la ville de Victoria de Durango.

## Legs
Gómez Palacio, la deuxième ville plus importante de l'État de Durango porte son nom, nommée en son honneur par Santiago Lavín Cuadro, fondateur de la ville car Francisco Gómez Palacio en a grandement facilité la construction. Un monument lui est dédié à Gomez Palacio.